# Варшава Воля-Гжибовская
Варшава Воля-Гжибовская (пол. Warszawa Wola Grzybowska) — остановочный пункт железной дороги в Варшаве (расположен в районе Весола), в Мазовецком воеводстве Польши. Имеет 2 платформы и 2 пути.
Построен в 1927 году остановочный пункт (платформа пассажирская) на железнодорожной линии Варшава-Центральная — Тересполь.